# 巨宝镇 (甘南县)
巨宝镇，是中华人民共和国黑龙江省齐齐哈尔市甘南县下辖的一个乡镇级行政单位。

## 行政区划
巨宝镇下辖以下地区：
新建村、立志村、红旗村、新华村、金星村和巨宝村。